# Pionaspis
Il pionaspide (genere Pionaspis) è un vertebrato estinto, appartenente ai ciataspididi. Visse nel Devoniano inferiore (circa 405 - 400 milioni di anni fa) e i suoi resti fossili sono stati ritrovati in Nordamerica.

## Descrizione
Questo animale era lungo circa 15 - 20 centimetri e possedeva, come tutti i suoi simili, la testa e la metà anteriore del corpo racchiusi in un carapace. Le piastre che formavano questo carapace erano allungate, di forma ovale e ornate da piccoli punti. Gli occhi erano in posizione laterale, mentre la bocca era in posizione terminale o leggermente ventrale, a seconda delle specie. Il corpo dietro l'armatura era ricoperto da scaglie, allungate anteriormente ma via via sempre più piccole verso la coda. La pinna caudale era ipocerca, con un lobo inferiore allungato ed espanso. 

## Classificazione
Il genere Pionaspis venne descritto da Denison nel 1964, sulla base di resti fossili ritrovati in terreni del Devoniano inferiore in Canada (Alberta). Denison descrisse le specie Pionaspis acuticosta e P. planicosta, ma nel 1976 Dinley e Loeffler descrissero un'ulteriore specie, P. amplissima. 
Pionaspis è un rappresentante dei ciataspididi, un gruppo di pesci senza mascelle dal corpo pesantemente corazzato. Un suo stretto parente era Capitaspis, leggermente più antico.